# Society for Industrial and Applied Mathematics
De Society for Industrial and Applied Mathematics (SIAM), oftewel vereniging voor industriële en toegepaste wiskunde, is een organisatie opgericht door een kleine groep wiskundigen die elkaar in 1951 ontmoetten in Philadelphia, Amerika. De groep bestaande uit academici en personen uit het bedrijfsleven besloten om elkaar periodiek te ontmoeten om ideeën uit te wisselen over het gebruik van wiskunde in de industrie. Deze ontmoetingen leidden tot de oprichting van de SIAM. Het ledenaantal is gegroeid van een honderdtal in de jaren 1950 tot meer dan 14.000 in 2014. SIAM is voornamelijk gesitueerd in Noord-Amerika maar heeft ook afdelingen in Oost-Azië, Argentinië, Bulgarije, het Verenigd Koninkrijk en Ierland.
SIAM is een van de vier delen van de Joint Policy Board for Mathematics.

## Lidmaatschap
Lidmaatschap is open voor zowel individuen als organisaties.

## Aandachtsgebied
De vereniging houdt zich hoofdzakelijk bezig met toegepaste, computationele en industriële wiskunde. De organisatie stelt SIAM soms voor als "Science and Industry Advance with Mathematics", wetenschap en industrie verbeteren met wiskunde. De organisatie is samengesteld met mensen met verschillende achtergrond. Leden zijn onder meer ingenieurs, wetenschappers, industrieel wiskundigen en academische wiskundigen. De organisatie promoot het gebruik van analyse en modelleren in al zijn vormen. Verder doelt zij ook om toegepaste wiskunde te promoten in het onderwijs.

## Publicaties
SIAM publiceert boeken, schooltijdschriften, en SIAM News, een nieuwsbrief die zich toespitst op de toegepaste wiskunde en computerwetenschappen met 10 edities per jaar.

### Tijdschriften
Vanaf 2012, publiceert SIAM 16 onderzoekstijdschriften :
- SIAM Journal on Applied Mathematics (SIAP), sinds 1966
  - voorheen Journal of the Society for Industrial and Applied Mathematics, sinds 1953
- Theory of Probability and Its Applications (TVP), sinds 1956
  - vertaling van Teoriya Veroyatnostei i ee Primeneniya
- SIAM Review (SIREV), sinds 1959
- SIAM Journal on Control and Optimization (SICON), sinds 1976
  - voorheen SIAM Journal on Control, sinds 1966
  - voorheen Journal of the Society for Industrial and Applied Mathematics, Series A: Control, sinds 1962
- SIAM Journal on Numerical Analysis (SINUM), sinds 1966
  - voorheen Journal of the Society for Industrial and Applied Mathematics, Series B: Numerical Analysis, sinds 1964
- SIAM Journal on Mathematical Analysis (SIMA), sinds 1970
- SIAM Journal on Computing (SICOMP), sinds 1972
- SIAM Journal on Matrix Analysis and Applications (SIMAX), sinds 1988
  - voorheen SIAM Journal on Algebraic and Discrete Methods, sinds 1980
- SIAM Journal on Scientific Computing (SISC), sinds  1993
  - voorheen SIAM Journal on Scientific and Statistical Computing, sinds 1980
- SIAM Journal on Discrete Mathematics (SIDMA), sinds 1988
- SIAM Journal on Optimization (SIOPT), sinds 1991
- SIAM Journal on Applied Dynamical Systems (SIADS), sinds 2002
- Multiscale Modeling and Simulation (MMS), sinds 2003
- SIAM Journal on Imaging Sciences (SIIMS), sinds 2008
- SIAM Journal on Financial Mathematics (SIFIN), sinds 2010
- SIAM/ASA Journal on Uncertainty Quantification (JUQ), sinds 2013

### Boeken
SIAM publiceert ieder jaar 20 tot 25 boeken.

## Conferenties
SIAM organiseert gedurende het jaar conferenties en bijeenkomsten over verschillende verschillende onderwerpen binnen de toegepaste wiskunde en de computerwetenschappen.

## Prijzen en erkenningen
SIAM erkent toegepaste wiskundigen en computer wetenschappers voor hun bijdrage tot het onderzoeksdomein. Prijzen zijn o.a.:
- Germund Dahlquist Prijs.[3]
- Ralph E. Kleinman Prijs."[4]
- J.D. Crawford Prijs[5]
- Jürgen Moser Lezing[6]
- Richard C. DiPrima Prijs[7]
- George Pólya Prijs[8]
- W.T. and Idalia Reid Prijs[9]
- Theodore von Kármán Prijs[10]
- James H. Wilkinson Prijs [11]